# Retrato de una joven (Lorenzo di Credi)

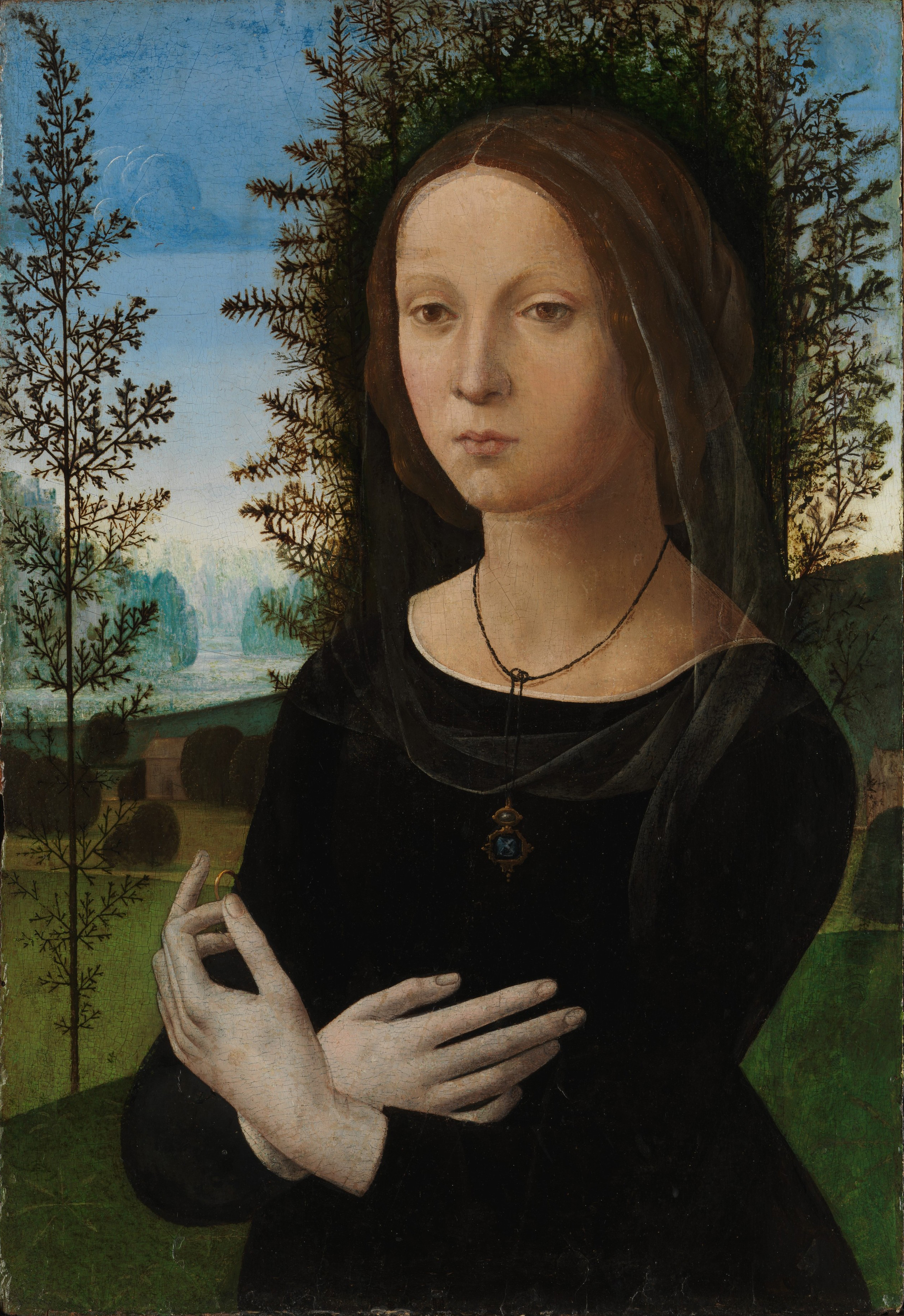
Lorenzo di Credi, Retrato de una joven, aprox. 1495, 58,7 cm x 40 cm, Museo Metropolitano de Arte.

Retrato de una joven o Retrato de una joven mujer es un óleo creado entre 1490 y 1500 por el pintor Lorenzo di Credi. Sus dimensiones son 58,7 cm x 40 cm y está expuesto en el Museo Metropolitano de Arte de Nueva York, Estados Unidos.
La obra formó parte de las exposiciones Special Exhibition of Italian Paintings of the Fourteenth, Fifteenth and Sixteenth Centuries de 1921, Early Italian Paintings de 1924, Loan Exhibition of Primitives de 1929 y The Renaissance Portrait from Donatello to Bellini de 2012, entre otras.
La retratada ha sido identificada como la viuda del hermano de Credi, que era orfebre. Esto explicaría por qué va vestida de negro y sostiene un anillo. El arbusto de enebro tras ella aludiría a su nombre, Ginevra di Giovanni di Niccolò. La obra se inspira en el Retrato de Ginebra de Benci, de Leonardo da Vinci, en la National Gallery of Art de Washington.